# Station Barcząca
Station Barcząca is een spoorwegstation in de Poolse plaats Barcząca.